# Supporto aereo ravvicinato

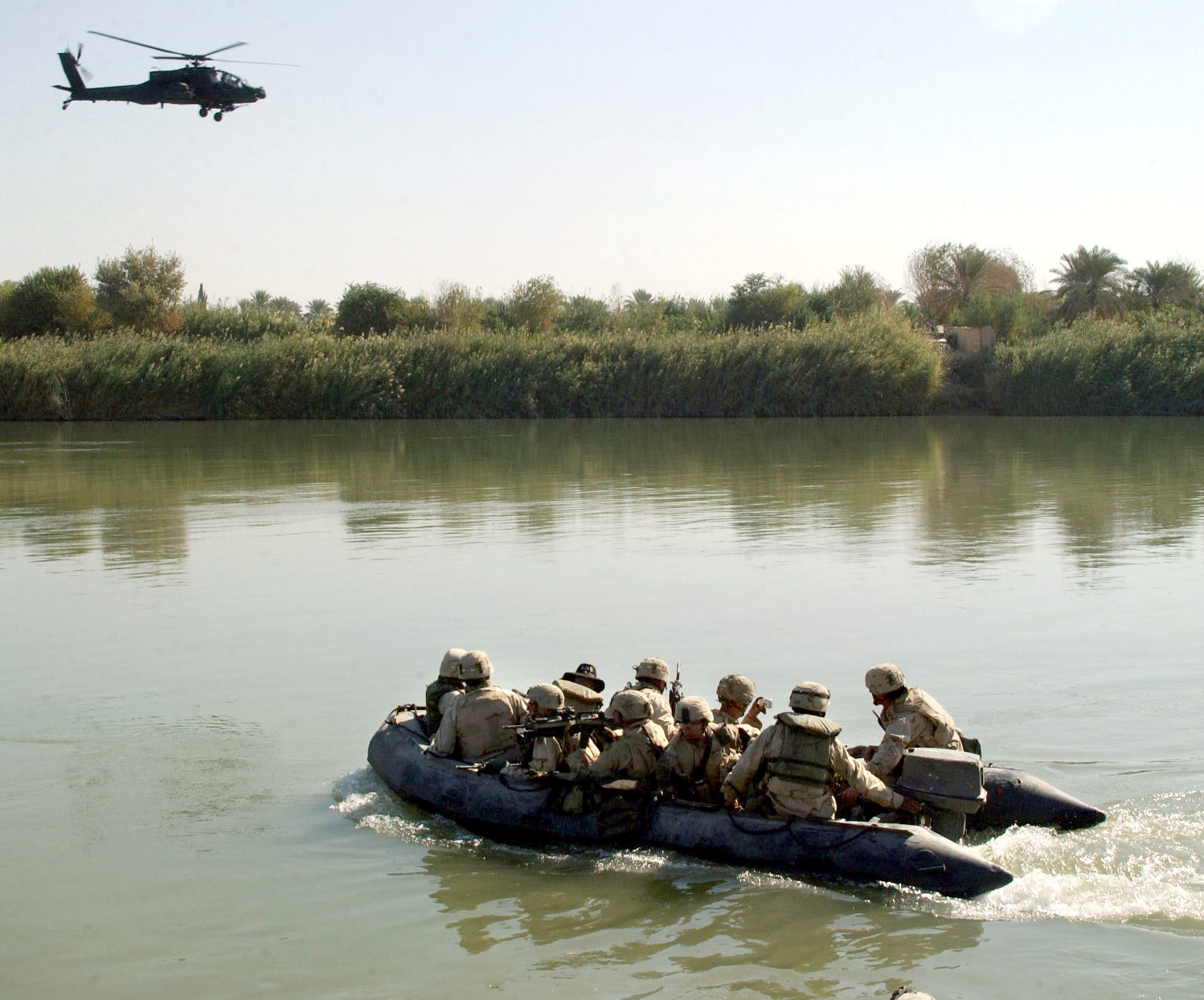
Un elicottero d'attacco Hughes AH-64 Apache impiegato come close air support per i soldati dell'United States Army di pattuglia lungo il fiume Tigri a sudest di Baghdad durante l'Invasione dell'Iraq.

Il supporto aereo ravvicinato (anche in inglese Close Air Support, in sigla CAS), è un termine utilizzato in gergo militare, per indicare l'attacco aereo fornito da velivoli o da elicotteri contro obiettivi nemici a supporto e in prossimità di forze amiche. Questi attacchi richiedono una dettagliata integrazione e particolari misure di coordinamento di ciascuna missione aerea con il fuoco e il movimento delle truppe terrestri amiche.
Per la buona riuscita di una missione di supporto aereo ravvicinato è richiesto un ottimo coordinamento tra le forze in campo sia aeree che terrestri e navali. Tale coordinamento viene effettuato dal personale qualificato come Joint terminal attack controller (JTAC).
Il ruolo CAS viene ricoperto da aerei da caccia leggeri o aerei da attacco al suolo, quali l'A-10 Thunderbolt II, che hanno anche spiccate capacità attacco al suolo e che vantano ottima maneggevolezza a bassa quota.